# Чёрный краппи
Чёрный краппи (лат. Pomoxis nigromaculatus) — вид небольших пресноводных лучепёрых рыб из семейства центрарховых (Centrarchidae), распространённых в Северной Америке. Один из двух видов рода краппи, наряду с белым краппи (Pomoxis ammularis). Пользуется большой популярностью среди американских рыболовов.

## Описание
Тело чёрного краппи имеет серебристо-серый или зелёный цвет, при этом оно густо покрыто темными пятнами. Чёрный краппи очень похож на своего ближайшего сородича белого краппи, что часто приводит к путанице среди рыболовов. Тем не менее, при определённых знаниях различить два вида краппи не так уж и сложно.
Так, в отличие от белого чёрный краппи имеет 7—8 лучей в спинном плавнике (у белого их насчитывается 5—6). Ещё одно различие состоит в том, что спинной плавник у белого краппи расположен ближе к хвосту, чем у чёрного. Также белый краппи имеет более вытянутую форму тела. Однако, наиболее заметная разница между двумя видами краппи заключается в том, что белый краппи имеет характерные темные вертикальные полосы по обеим бокам тела, в то время как у чёрного краппи бока покрыты беспорядочно расположенными темными пятнами.
Оба вида имеют высокое сплющенное с боков тело, чем напоминают леща. Для обоих краппи характерен слегка направленный вверх рот, в котором расположено два ряда очень мелких конических зубов, которые формируют своего рода щетку.

## Распространение
Вид широко распространён на территории США: от Виргинии до Флориды и вдоль побережья Мексиканского залива до Техаса, по всему бассейну Миссисипи, а также в США и Канаде (от Квебека до Манитобы) в реках бассейна Великих озёр и реки Св. Лаврентия.

## Значение
Краппи являются очень популярной спортивной рыбой, так как их легко поймать во время кормления. Существуют минимальные ограничения по количеству и размеру для ловли видов краппи.